# Apeninos
Los montes Apeninos (en italiano: Appennini plural y Appennino singular) recorren 1400 kilómetros del norte al sur de Italia y forman el eje principal de la península itálica o apenina, desde el golfo de Génova en el mar de Liguria, hasta la península de Calabria entre el mar Tirreno y el mar Jónico. 
Las montañas están mayoritariamente cubiertas de bosques, aunque una cara del pico más alto, el Gran Sasso d'Italia, de 2914 metros, está parcialmente cubierta, en su cara norte, por el que es el glaciar más meridional de Europa desde que se derritió el glaciar del Veleta, en Sierra Nevada, a principios de siglo XX. Las laderas orientales que miran al mar Adriático son escarpadas, mientras la zona occidental acaba en llanuras y territorios colinares donde están situadas diferentes ciudades históricas italianas.
Durante la Segunda Guerra Mundial, las tropas nazis usaron los Apeninos septentrionales como barrera defensiva natural, denominándola Línea Gótica; y fue atacada sin éxito en septiembre de 1944.

## Geografía
La cadena, situada entre cuatro mares del Mediterráneo (Mar de Liguria, Mar Adriático, Mar Tirreno y Mar Jónico), forma un arco entre el golfo de Génova y el de Nápoles, mientras, en su parte oriental, el arco se acerca a la costa este entre las ciudades de Rímini y Ancona. 
Los Apeninos se dividen en tres grupos principales:
1. Los Apeninos septentrionales (ligures, tosco-emilianos y tosco-romañolos), los cuales se unen a los Alpes occidentales (Alpes ligures) a través del puerto de montaña conocido como Bocchetta di Altare. Están formados por arcillas y areniscas. Esta parte de la cadena tiene únicamente un macizo con cumbres superiores a los 2000 metros: los Apeninos tosco-emilianos, que se elevan hasta los 2165 metros. Las montañas, bastante redondeadas, forman allí una cadena muy lineal, que disminuye en altura con rapidez en las colinas de los alrededores; y los puertos de montaña, a menudo recorridos por las carreteras, se encuentran entre los 700 y 1000 metros de altura. Sin embargo, esta parte de los Apeninos, conserva todavía bosques salvajes, especialmente entre la Toscana y la Emilia-Romaña. Los Alpes Apuanos, a pesar de su baja altura (este macizo culmina a 1946 m en el Monte Pisanino), tienen picos y desfiladeros totalmente cubiertos de vegetación, lo que les confiere un aspecto parecido al Pan de Azúcar. Además, estos picos declinan bruscamente hacia el mar Tirreno, con numerosos e impresionantes acantilados.

1. Los Apeninos centrales (umbros y abrucenses), que son de caliza. Descienden levemente en altura hacia los dos mares. Sin embargo, forman un gran macizo compuesto por varios grupos de montañas separados entre sí por estrechos valles paralelos a los dos mares. Esta parte de los Apeninos, que engloba en gran parte a los montes Abruzos, se extiende desde los montes Sibilinos al norte hasta los montes del Matese al sur. Hay nueve grupos de montañas que superan los 2000 m sobre el nivel del mar: el Gran Sasso, Majella, el Velino-Sirente, los montes Sibilinos, los montes de la Laga, los montes Marsicanos, los montes Reatinos, los montes Simbruinos y los montes del Matese. Los macizos son los más altos de los Apeninos, con montañas a menudo muy abruptas, y separadas por puertos de montaña que no están nunca por debajo de 1000 metros. Además, los grandes bosques son el hogar de especies de flora y fauna raras o excepcionales en el resto de los Apeninos o del continente europeo. Es ahí donde se encuentra el paisaje alpino por excelencia de la cordillera apenina.

1. Los Apeninos meridionales (samnitas, campanos, lucanos y calabreses), cuya composición son esquisto y rocas cristalinas. Son muy parecidos a los Apeninos septentrionales: montañas y puertos de baja altura, cadenas alineadas, con las cumbres más o menos redondeadas, pero descendiendo casi verticalmente sobre el mar Tirreno y el mar Jónico. Sus gargantas profundas e inaccesibles, y sus cumbres en general de poca altura abrigan grandes extensiones boscosas pobladas por lobos. Sin embargo, esta es la única parte de los Apeninos que incluye los volcanes activos (Monte Etna, Vesubio y Campos Flégreos). El Etna está separado del resto de los Apeninos por el estrecho de Mesina. Se trata de una montaña (un volcán) separada, debido a su composición geológica, forma, altura y también a su aislamiento del resto de la cadena.

Los Apeninos presentan, sin embargo, macizos montañosos menos elevados que no están geográficamente en la misma cadena. Estas montañas aisladas incluyen los Antiapeninos (el equivalente de los Anti-Alpes, en los Alpes). Se pueden citar los montes Metalíferos, el Monte Conero, los montes Albanos, los montes Lepinos, el Circeo, el Gargano y el Vesubio.
La montaña más alta de los Apeninos es el Corno Grande, en el macizo de Gran Sasso d'Italia, con sus 2912 metros sobre el nivel del mar en los Abruzos.

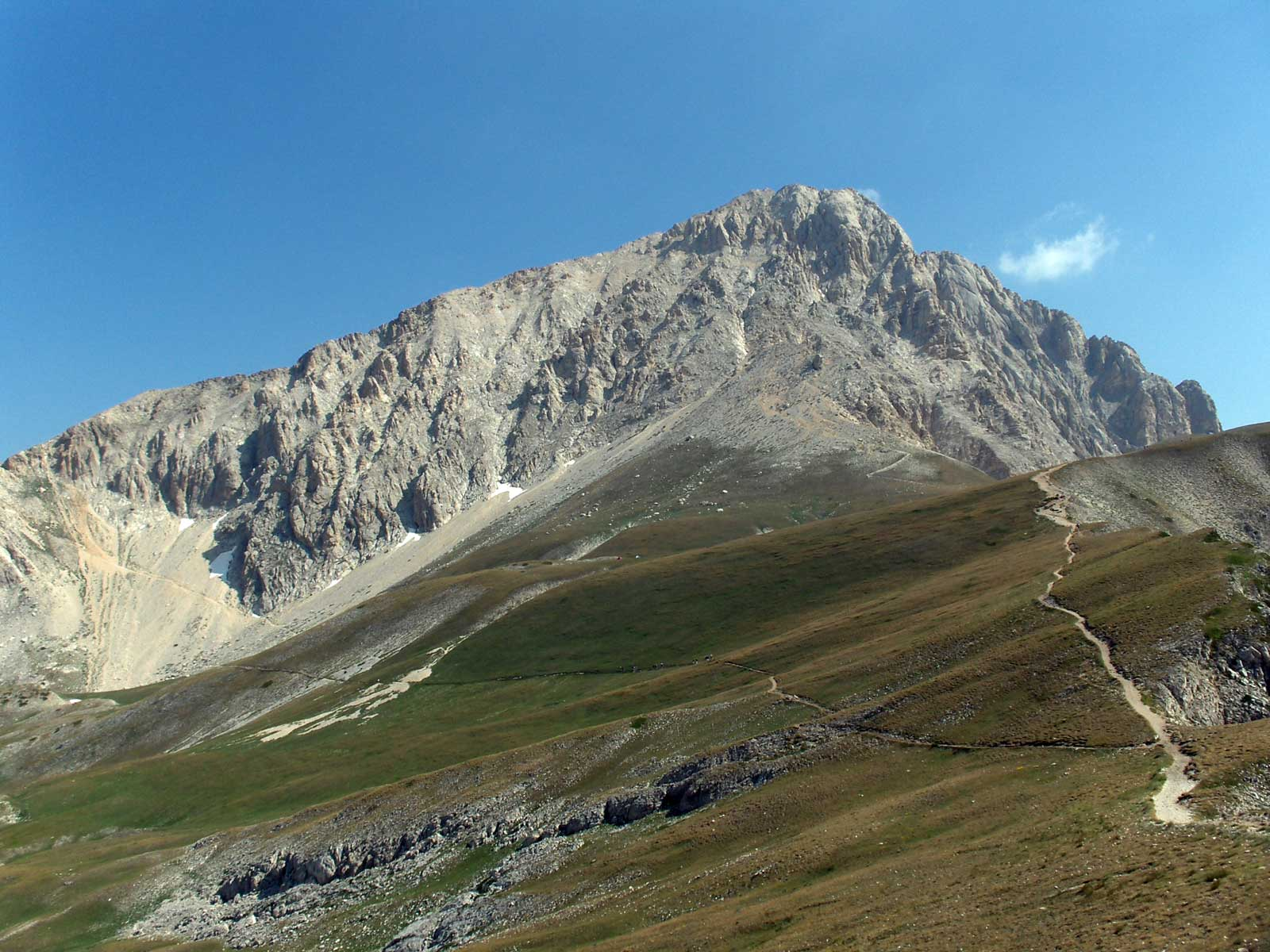
La cara sur del Corno Grande.

Hay 223 elevados picos (independientes) de más de 2000 metros. Estos incluyen:
1. 158 picos> 2100 m
2. 97 picos> 2200 m
3. 58 picos> 2300 m
4. 41 picos> 2400 m
5. 24 picos de más de 2500 metros
6. 18 picos de más de 2600 m
7. 9 picos> 2700 m
8. 7 picos > 2800 m
9. 4 picos> 2900 m
10. 1 pico> 3000 metros

Los macizos más elevados son:
1. El Gran Sasso (2912 metros en el Corno Grande) - Protegido por el parque nacional del Gran Sasso y Montes de la Laga.
2. La Majella (2795 metros en el Monte Amaro) - Protegido por el parque nacional de la Majella.
3. El Velino Sirente (2486 metros en el  Velino) - Protegidas por el Parque Regional Sirente Velino.
4. Los Montes Sibilinos (2476 metros en el Monte Vettore) - Protegido por el parque nacional de los Montes Sibilinos.
5. Los Montes de la Laga (2458 m en el monte Gorzano) - Protegido por el parque nacional del Gran Sasso y Montes de la Laga.
6. Los montes Marsicanos (2285 metros en el Monte Greco) - Protegido por el parque nacional de los Abruzos, Lacio y Molise.
7. El macizo del Pollino (2267 metros en la Serra Dolcedorme) - Protegido por el parque nacional del Pollino.
8. Los montes Reatinos (2216 metros en el Monte Terminillo) - No protegidos.
9. Los Apeninos tosco-emilianos (2165 metros en el Monte Cimone) - Protegido por el parque nacional de los Apeninos tosco-emilianos.
10. Los montes Simbruinos (2156 metros en el Monte Viglio) - Protegido por el parque regional de los montes Simbruinos.
11. Los montes del Matese (2050 metros en el Monte Miletto) - Protegidos por el parque interregional Matese.

## Puertos de montaña
Son pasos poco conocidos, pero de gran belleza. Algunos son recoridos por vueltas ciclistas profesionales que han discurrido por su trayecto, como la Tirreno-Adriático.
Se enlistarán mayormente los puertos de montaña pavimentados, de mayor a menor altitud.
Los principales pasos de montaña de los Apeninos son los siguientes:
| Nombre                       | Pavimentado | Altitud (m) |
| ---------------------------- | ----------- | ----------- |
| Passo della Portella         | No1         | 2250        |
| Terminillo/Serra di Leonessa | Si          | 1901        |
| Botte Donato                 | Si          | 1895        |
| Passo Cattivo                | No          | 1840        |
| Forcella del Fargno          | No          | 1833        |
| Foce di Campolino            | No          | 1785        |
| Fossa Paganica               | Si          | 1775        |
| Passo di Lama Lite           | No          | 1769        |
| Paso Croce Arcana            | No          | 1670        |
| Foce a Giovo                 | No          | 1660        |
| Majelletta                   | Si          | 1650        |
| Passo Racollo                | Si          | 1635        |
| Valico della Chiesola        | Si          | 1633        |
| Passo Godi                   | Si          | 1630        |
| Valico di Pettinascura       | Si          | 1625        |
| Vado di Sole                 | Si          | 1621        |
| Passo del Lagadello          | Si          | 1620        |
| Colle del Dragone            | Si          | 1610        |
| Passo Serra Sant´Antonio     | Si          | 1608        |
| Coll dell´Impiso             | Si          | 1605        |
| Valico di Capo la Serra      | Si          | 1600        |
| Tabela Sila Grande           | Si          | 1590        |
| Passo di Pradarena           | Si          | 1579        |
| Valico di Carlomagno         | Si          | 1570        |
| Valico della Croceta         | Si          | 1560        |
| Passo della Spingarda        | No          | 1551        |
| Forca Di Presta              | Si          | 1550        |
| Forca Canapine               | Si          | 1541        |
| Valico di Forca d´Acero      | Si          | 1530        |
| Passo delle Radici           | Si          | 1529        |
| Forca di Gualdo              | Si          | 1496        |
| Conetta di San Vincenzo      | Si          | 1490        |
| Passo dell´Incisa            | No          | 1468        |
| Passo Pelato                 | No          | 1450        |
| Passo del Tomarlo            | Si          | 1440        |
| Passo del Diavolo            | Si          | 1440        |
| Valico Sierra del Fiego      | Si          | 1439        |
| Passo del Crociglia          | Si          | 1435        |
| Passo di Sparviere           | No          | 1420        |
| Passo dello Zovallo          | Si          | 1405        |
| Bocca della Selva            | Si          | 1404        |
| Passo dei Due Santi          | Si          | 1400        |
| Passo dell´Abetone           | Si          | 1388        |
| Passo del Giová              | Si          | 1368        |
| Passo della Scalucchia       | Si          | 1367        |
| Passo di Pietra Spada        | Si          | 1353        |
| Paso Lanciano                | Si          | 1300        |
| Passo Santa Franca           | Si          | 1280        |
| Valico Torre Fuscello        | Si          | 1100        |
| Passo del Mercatello         | Si          | 1060        |
| Valico di Bocca Trabaria     | Si          | 1049        |
| Passo della Torrita          | Si          | 1010        |
| Valico Boca Serriola         | Si          | 730         |
| Valico de la Somma           | Si          | 680         |
| Valico di Scheggia           | Si          | 632         |

()1: Puerto sólo apto para bicicletas de gravel. Parte de Campo Imperatore,2100 m, la segunda subida asfaltada más alta de todos los Apeninos tras el terrible Blockhaus,2142m.

## Flora y fauna
Gracias a sus numerosos parques, la cadena de los Apeninos está relativamente intacta y bien conservada. Se encuentran allí:
- El rebeco de los Apeninos (2000 en los Apeninos centrales)
- El lobo itálico (500-600 en los Apeninos y los Alpes central-occidental)
- El águila real (50 parejas)
- El oso pardo de los Apeninos (60 en los Abruzos)
- El buitre leonado (60 en los Abruzos)
- El lince (10 en el sur de los Abruzos)

También hay zorros, tejones, comadrejas, martas, armiños, la nutria, el ciervo, y el gato montés en los Apeninos del Norte. Entre las aves podemos ver el alimoche en los Apeninos del Sur, la chova piquirroja, los pájaros carpintero como el picamaderos negro, el faisán y el búho real o gran duque en el sur de los Abruzos. También existen reptiles de los más amenazadas en Europa como la víbora de Orsini, y anfibios como la  salamandra. La mariposa Apolo se encuentra también en los mayores macizos de la cadena.
Los bosques de los Apeninos son similares a los bosques de otros macizos europeos. Se extienden entre los 800 y 1800 metros. El haya es el árbol dominante, però también hay robles, olmos, castaños, alerces, tilos, y todo tipo de arbustos. Los pinos autóctonos todavía se puede encontrar en los Monti della Laga, Gran Sasso y en parque nacional de los Abruzos. Un bosque de abedules adorna todavía las laderas del Etna y del Velino. Entre los frutos del bosque, están la fresa, frambuesa, arándano, grosella y mora. Entre las flores de montaña podemos nombrar la genciana amarilla, genciana, primavera, la genciana azul de los Apeninos, las peonías,  el adonis, e incluso se pueden contemplar los Edelweiss de los Apeninos en los Monti Sibillini, en el Gran Sasso y en el Majella.

## Deportes y recreo
Muchas estaciones de esquí están distribuidas en hermosos valles no contaminados. La mayor estación de esquí en los Apeninos es el Roccaraso, con 100 km de pistas, en los Abruzos. Toscana ofrece la Abetone (50 km de pistas), mientras que Abruzos tienen Campo Felice y Ovindoli (cada una con 30 km de pistas).
El Gran Sasso es el verdadero paisaje alpino de los Apeninos. Muchos albergues ofrecen cursos de esquí en las altas montañas, excursiones, montañismo y escalada. En los torrentes  se puede practicar el ráfting o el descenso en canoa. Además, desde casi todos los picos de los Apeninos y en tiempo claro, se pueden ver uno o dos mares.
Pero también hay muchos senderos abiertos en el corazón de los parques. El parque nacional de los Abruzos fue el primero creado en Europa (1922). Los numerosos parques que protegen a los Apeninos, además de su función de preservar la naturaleza, realizan una revalorización de los pueblos y los paisajes, lo que hace que a diferencia del resto de Europa occidental, las montañas de los Apeninos no estén en camino de despoblación y abandono.

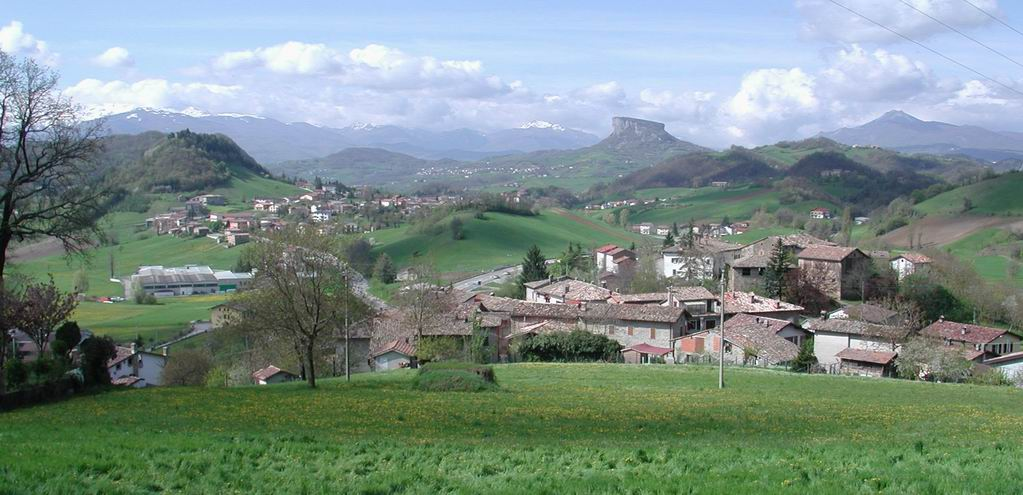
Apeninos en Emilia (Pietra di Bismantova).